# Картер (телесериал)
«Картер» (англ. Carter) — канадский детективный сериал, стартовавший в 2018 году. В 2019 году продлён на второй сезон из 10 эпизодов.

## Сюжет
Харли Картер, звезда Голливуда и герой популярнейшего ТВ-сериала, оказывается в эпицентре крупного скандала, когда публично избивает любовника своей жены. Дабы развеяться и прийти в себя, Харли отправляется в родной город — тихую провинцию. Но и там покой ему обрести не удаётся — Картер становится полицейским консультантом и напарником строгой Сэм Шоу — его давнишней возлюбленной.

## В ролях
- Джерри О’Коннелл — Харли Картер[4] (русскоязычная озвучка: Антон Савенков)
- Сидни Тамиа Пуатье — Сэм Шоу[5] (Анастасия Лапина)
- Кристиан Бруун — Дэйв Ли[6] (Андрей Вальц)
- Джон Буржуа — шеф полиции (Александр Воронов)
- Бренда Камино — Дот Ясуда (Екатерина Семенова)
- Деннис Акаяма — Коджи Ясуда (Александр Лучинин)
- Шерри Миллер — мэр Грейс Хэмилтон
- Варун Саранга — Виджай (Александр Лучинин)
- Джоэнн Боланд — Николь Уолкер
- Брук Невин — Уинтер Уолкер
- Мартин Донован — Хэмилтон Джерард
- Тим Прогош — Альберт Чилдресс
- Мэтт Барам — Уэс Холм

## Съёмочная группа
- Режиссёры: Скотт Смит, Джеймс Даннисон, Гэйл Харви, Рич Ньюи
- Сценаристы: Гарри Кэмпбелл, Ларри Бембрик, Дженн Энджелс, Уил Змак, Кен Куперус
- Операторы: Крэйг Райт, Бретт Ван Дайк
- Композиторы: Йен Лефевр, Эри Познер
- Продюсеры: Гарри Кэмпбелл, Дженн Энджелс, Скотт Смит, Уил Змак, Майкл Шоутер, Теза Лоуренс
- Художник-постановщик: Олег Савицкий
- Монтаж: Эрик Годдар, Дэвид Б. Томпсон

## Номинации
2019
- Canadian Screen Awards: лучший актёр в драматическом сериале (Джерри О’Коннелл)

2020
- Canadian Screen Awards: лучший актёр в драматическом сериале (Джерри О’Коннелл), лучшая музыка в телесериале
- Премия канадского общества кинематографистов: лучшая работа оператора в сериале